# Voskresenka, Novomîkolaiivka
Voskresenka (în ucraineană Воскресенка) este un sat în comuna Terseanka din raionul Novomîkolaiivka, regiunea Zaporijjea, Ucraina.

## Demografie
Componența lingvistică a localității Voskresenka
     Ucraineană (89,47%)
     Rusă (10,53%)
Conform recensământului din 2001, majoritatea populației localității Voskresenka era vorbitoare de ucraineană (89,47%), existând în minoritate și vorbitori de rusă (10,53%).